# Liga Campionilor 1998-1999
Liga Campionilor 1998-1999 a fost al șaptelea sezon din istoria competiției,titlul a fost câștigat de Manchester United cu 2-1 în fața echipei germană FC Bayern München, FC Bayern München a condus cu 1-0 până în minutul 90+4,când Manchester United a produs surpriza,în ultimele minute a marcat 2 goluri,marcatorii lui Manchester United au fost Teddy Sheringham și Ole Gunnar Solskjær.

## Turul întâi preliminar
| Echipa 1         | Scor gen. | Echipa 2              | Tur  | Retur |
| ---------------- | --------- | --------------------- | ---- | ----- |
| Sileks           | 1–2       | Club Brugge           | 0–0  | 1–2   |
| ŁKS Łódź         | 7–2       | Gäncä                 | 4–1  | 3–1   |
| Litex Lovech     | 3–2       | Halmstad              | 2–0  | 1–2   |
| Grasshopper      | 8–0       | Jeunesse Esch         | 6–0  | 2–0   |
| Celtic           | 2–0       | St Patrick's Athletic | 0–0  | 2–0   |
| Kareda           | 0–4       | Branik Maribor        | 0–3  | 0–1   |
| Dynamo Kyiv      | 10–1      | Barry Town            | 8–0  | 2–1   |
| Cliftonville     | 1–13      | Košice                | 1–5  | 0–8   |
| Skonto           | 2–1       | Dinamo Minsk          | 0–0  | 2–1   |
| Valletta         | 0–8       | Anorthosis Famagusta  | 0–2  | 0–6   |
| Beitar Jerusalem | 5–1       | B36 Tórshavn          | 4–1  | 1–0   |
| Dinamo Tbilisi   | 4–3       | Vllaznia              | 3–01 | 1–3   |
| HJK Helsinki     | 5–0       | FC Yerevan            | 2–0  | 3–0   |
| FK Obilić        | 4–1       | ÍBV                   | 2–0  | 2–1   |
| Zimbru Chișinău  | 2–3       | Újpest                | 1–0  | 1–3   |
| Steaua București | 5–4       | FC Flora              | 4–1  | 1–3   |

## Turul doi preliminar
| Echipa 1          | Scor gen. | Echipa 2             | Tur  | Retur    |
| ----------------- | --------- | -------------------- | ---- | -------- |
| Rosenborg         | (a)4–4    | Club Brugge          | 2–0  | 2–4      |
| Manchester United | 2–0       | ŁKS Łódź             | 2–0  | 0–0      |
| Litex Lovech      | 2–11      | Spartak Moscow       | 0–51 | 2–6      |
| Galatasaray       | 5–3       | Grasshopper          | 2–1  | 3–2      |
| Celtic            | 1–3       | Croatia Zagreb       | 1–0  | 0–3      |
| Branik Maribor    | 3–5       | PSV Eindhoven        | 2–1  | 1–4      |
| Dynamo Kyiv       | (p)1–1    | Sparta Prague        | 0–1  | 1–0(aet) |
| Košice            | 1–2       | Brøndby              | 0–2  | 1–0      |
| Internazionale    | 7–1       | Skonto               | 4–02 | 3–1      |
| Olympiacos        | 6–3       | Anorthosis Famagusta | 2–1  | 4–23     |
| Benfica           | 8–4       | Beitar Jerusalem     | 6–0  | 2–4      |
| Dinamo Tbilisi    | 2–2(a)    | Athletic Bilbao      | 2–1  | 0–1      |
| HJK Helsinki      | 2–1       | Metz                 | 1–0  | 1–1      |
| Bayern München    | 5–1       | FK Obilić            | 4–0  | 1–14     |
| Sturm Graz        | 7–2       | Újpest               | 4–0  | 3–2      |
| Steaua București  | 5–8       | Panathinaikos        | 2–2  | 3–6      |

## Grupe

### Grupa A
| Echipa        | Pld | W | D | L | GF | GA | GD | Pts |
| ------------- | --- | - | - | - | -- | -- | -- | --- |
| Olympiacos    | 6   | 3 | 2 | 1 | 8  | 6  | +2 | 11  |
| Dinamo Zagreb | 6   | 2 | 2 | 2 | 5  | 7  | −2 | 8   |
| Porto         | 6   | 2 | 1 | 3 | 11 | 9  | +2 | 7   |
| Ajax          | 6   | 2 | 1 | 3 | 4  | 6  | −2 | 7   |

### Grupa B
| Echipa          | Pld | W | D | L | GF | GA | GD | Pts |
| --------------- | --- | - | - | - | -- | -- | -- | --- |
| Juventus        | 6   | 1 | 5 | 0 | 7  | 5  | +2 | 8   |
| Galatasaray     | 6   | 2 | 2 | 2 | 8  | 8  | 0  | 8   |
| Rosenborg       | 6   | 2 | 2 | 2 | 7  | 8  | −1 | 8   |
| Athletic Bilbao | 6   | 1 | 3 | 2 | 5  | 6  | −1 | 6   |

### Grupa C
| Echipa       | Pld | W | D | L | GF | GA | GD  | Pts |
| ------------ | --- | - | - | - | -- | -- | --- | --- |
| Inter Milano | 6   | 4 | 1 | 1 | 9  | 5  | +4  | 13  |
| Real Madrid  | 6   | 4 | 0 | 2 | 17 | 8  | +9  | 12  |
| Spartak Mos. | 6   | 2 | 2 | 2 | 7  | 6  | +1  | 8   |
| Sturm Graz   | 6   | 0 | 1 | 5 | 2  | 16 | −14 | 1   |

### Grupa D
| Echipa            | Pld | W | D | L | GF | GA | GD  | Pts |
| ----------------- | --- | - | - | - | -- | -- | --- | --- |
| Bayern            | 6   | 3 | 2 | 1 | 9  | 6  | +3  | 11  |
| Manchester United | 6   | 2 | 4 | 0 | 20 | 11 | +9  | 10  |
| Barcelona         | 6   | 2 | 2 | 2 | 11 | 9  | +2  | 8   |
| Brøndby           | 6   | 1 | 0 | 5 | 4  | 18 | −14 | 3   |

### Grupa E
| Echipa        | Pld | W | D | L | GF | GA | GD | Pts |
| ------------- | --- | - | - | - | -- | -- | -- | --- |
| Dinamo Kiev   | 6   | 3 | 2 | 1 | 11 | 7  | +4 | 11  |
| Lens          | 6   | 2 | 2 | 2 | 5  | 6  | −1 | 8   |
| Arsenal       | 6   | 2 | 2 | 2 | 8  | 8  | 0  | 8   |
| Panathinaikos | 6   | 2 | 0 | 4 | 6  | 9  | −3 | 6   |

### Grupa F
| Echipa         | Pld | W | D | L | GF | GA | GD | Pts |
| -------------- | --- | - | - | - | -- | -- | -- | --- |
| Kaiserslautern | 6   | 4 | 1 | 1 | 12 | 6  | +6 | 13  |
| Benfica        | 6   | 2 | 2 | 2 | 8  | 9  | −1 | 8   |
| PSV            | 6   | 2 | 1 | 3 | 10 | 11 | −1 | 7   |
| HJK Helsinki   | 6   | 1 | 2 | 3 | 8  | 12 | −4 | 5   |

## Faza Eliminatorie
| Echipa            | Pld | W | D | L | GF | GA | GD | Pts |
| ----------------- | --- | - | - | - | -- | -- | -- | --- |
| Real Madrid       | 6   | 4 | 0 | 2 | 17 | 8  | +9 | 12  |
| Manchester United | 6   | 2 | 4 | 0 | 20 | 11 | +9 | 10  |
| Galatasaray       | 6   | 2 | 2 | 2 | 8  | 8  | 0  | 8   |
| Benfica           | 6   | 2 | 2 | 2 | 8  | 9  | −1 | 8   |
| Lens              | 6   | 2 | 2 | 2 | 5  | 6  | −1 | 8   |
| Croatia Zagreb    | 6   | 2 | 2 | 2 | 5  | 7  | −2 | 8   |

## Fazele Eliminatorii
Format:ACLBracket

### Sferturi de Finală
| Echipa 1          | Scor gen. | Echipa 2       | Tur | Retur |
| ----------------- | --------- | -------------- | --- | ----- |
| Real Madrid       | 1–3       | Dinamo Kiev    | 1–1 | 0–2   |
| Manchester United | 3–1       | Internazionale | 2–0 | 1–1   |
| Juventus          | 3–2       | Olympiacos     | 2–1 | 1–1   |
| Bayern München    | 6–0       | Kaiserslautern | 2–0 | 4–0   |

### Semifinale
| Echipa 1          | Scor gen. | Echipa 2       | Tur | Retur |
| ----------------- | --------- | -------------- | --- | ----- |
| Manchester United | 4–3       | Juventus       | 1–1 | 3–2   |
| Dinamo Kiev       | 3–4       | Bayern München | 3–3 | 0–1   |

## Finala
| Manchester United               | 2-1      | FC Bayern München |
| ------------------------------- | -------- | ----------------- |
| Sheringham 90+1' Solskjær 90+3' | (Report) | Basler 6'         |